# Groothandelsgebouw
Het Groothandelsgebouw of Groot Handelsgebouw is een bedrijfsverzamelgebouw aan het Stationsplein, naast Station Rotterdam Centraal. Het gebouw is een rijksmonument, ontworpen door architecten H.A. Maaskant en Ir. W. van Tijen. Groothandelsgebouw is zoals de naam in origine werd geschreven. Het was daarmee een "gebouw voor de groothandel". Begin 21ste eeuw vertrokken de groothandelaren naar de rand van de stad en transformeerde het gebouw naar een multifunctioneel bedrijfsverzamelgebouw. De naam werd toen gewijzigd naar Groot Handelsgebouw.

## Geschiedenis
Op 14 mei 1940 werd de binnenstad van Rotterdam gebombardeerd en ging 388.000 m² aan bedrijfsruimte verloren. Na de Tweede Wereldoorlog was een nieuw bedrijfspand voor veel ondernemers onbetaalbaar. Het idee voor een verzamelgebouw kwam van de groothandelaar Frits Pot die zich realiseerde dat één groot gebouw eerder een "(her)bouwvergunning" zou krijgen dan tientallen kleinere pandjes van elke grossier afzonderlijk. In de Hongerwinter - kerst 1944 - maakte hij een schetsontwerp dat op 4 mei 1945 werd besproken in de Kamer van Koophandel. Samen met architect Huig Maaskant (van het bureau Van Tijen en Maaskant) en latere directeur G. Thurmer maakte hij in 1947 een studiereis naar Amerika.
Kort na de Tweede Wereldoorlog werden de plannen concreet. Architectenbureau Van Tijen en Maaskant kreeg de opdracht het Groot Handelsgebouw te ontwerpen. Het ontwerp werd immens, vooral naar Nederlandse begrippen: 220 bij 85 meter met een hoogte van 43 meter. Het gebouw verrees begin jaren 50 als een van de eerste gebouwen na de bombardementen op Rotterdam in de Tweede Wereldoorlog, op de plaats van de oude Diergaarde Blijdorp. De grootsheid van het Groot Handelsgebouw werd een symbool van de nieuwe verhoudingen van de stad: zo moest het 'nieuwe' Rotterdam eruitzien. De eerste paal werd geslagen op 17 mei 1947, tijdens de eerste 'Opbouwdag'. Al tijdens de bouw vestigden zich in 1951 de eerste bedrijven in het Groot Handelsgebouw, waaronder Engels (grand café-restaurant, congres-, party- en zalencentrum.). Het gebouw werd op 3 juni 1953 door koningin Juliana officieel geopend. Het Groot Handelsgebouw was bij de opening het grootste gebouw van Europa en is het grootste bedrijfsverzamelgebouw van Nederland. In 1961 werd een dakopbouw in gebruik genomen, waarin bioscoop Kriterion werd gevestigd. Het scherm bevond zich aan de zijde Stationsplein en werd voor de aanvang van de voorstelling en tijdens de pauze opgehaald, waarmee men via de grote glazen wand uitzicht kreeg over de stad in opbouw. 
Op 5 januari 1970 brak in het Groothandelsgebouw een grote brand uit, die een etmaal duurde en waarbij voor tientallen miljoenen guldens aan schade werd aangericht. Meermalen hebben in het gebouw ook andere grotere of kleinere branden gewoed.

## Revolutionair concept
Het Groot Handelsgebouw werd de plek waar groothandelaren hun magazijnen, showrooms en kantoren konden vestigen. Bijzonder is dat de huurders op drie niveaus via de drie binnenhoven met (vracht)auto's van binnenuit bereikbaar zijn: zowel kelder, begane grond als eerste etage zijn voorzien van expeditiestraten, die 1,5 km lang dwars door het gebouw heen lopen. De gangen waren breed van opzet voor de doorgang van vorkheftrucks. Ook de ruime parkeergarage, die ruimte bood aan 220 auto's was vooruitstrevend. In heel Rotterdam reden er destijds maar 150 auto's rond. Op de begane grond werden winkels en horecazaken gevestigd en op het dak werd bioscoopzaal Kriterion gebouwd. Op deze manier werd het Groot Handelsgebouw ook onderdeel van het Rotterdamse stadsleven.

## De Trap

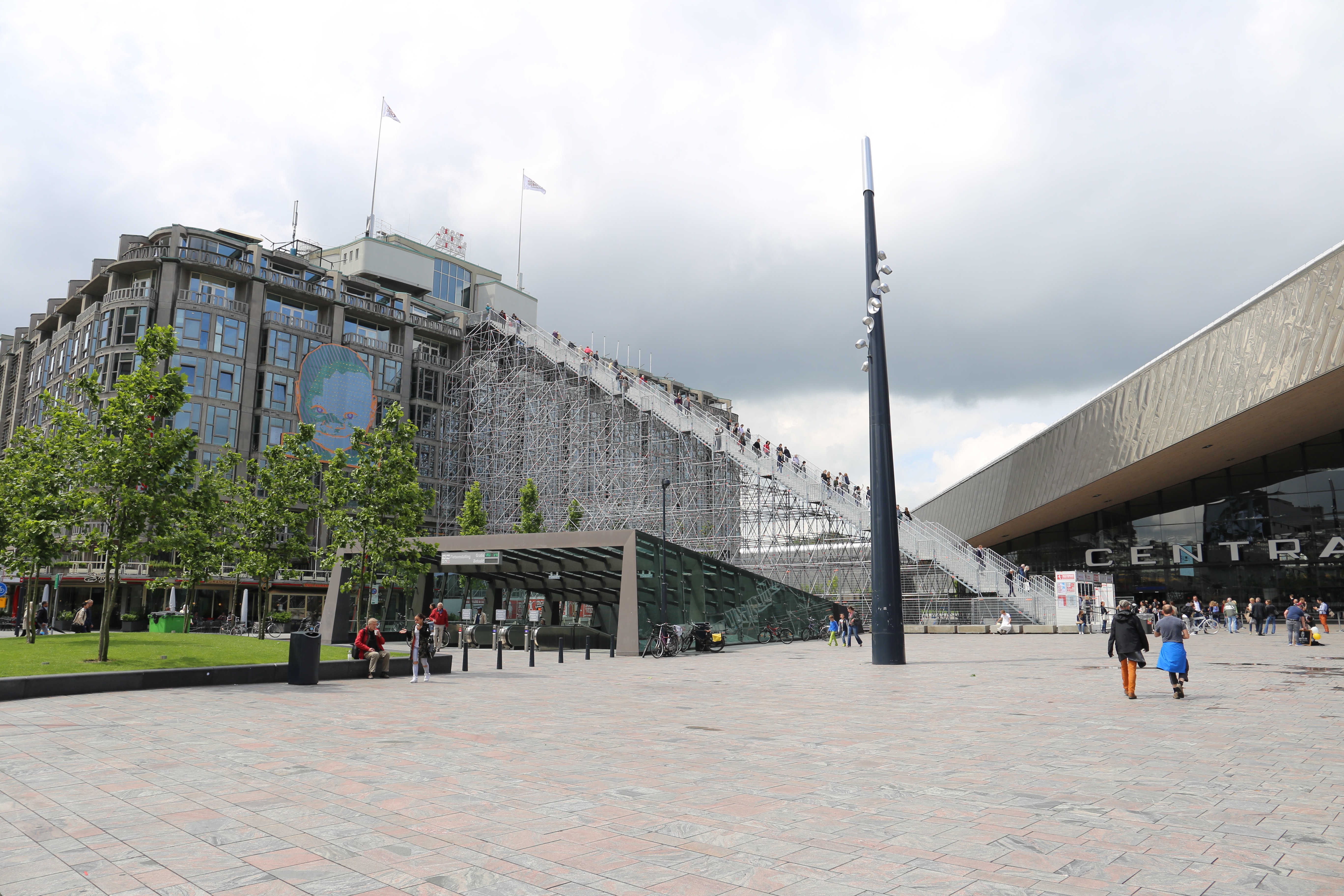
De tijdelijke trap

De Trap was in 2016 de grootste publiekstrekker van de manifestatie Rotterdam viert de stad!, waarmee 75 jaar wederopbouw in de Maasstad werd gevierd. Met 368.611 bezoekers in ruim een maand tijd was de door MVRDV ontworpen steigerinstallatie verantwoordelijk voor bijna de helft van het totaal aantal bezoekers dat op het evenement afkwam (750.000). Van 16 mei tot en met 19 juni konden de 180 treden van het bouwwerk worden beklommen. De gigantische trap was 29 meter hoog en 57 meter lang met 140 treden en 5 gangpaden breed. Het verbond tijdelijk het Stationsplein met het dak van het Groot Handelsgebouw. Voor de gelegenheid was ook de Kriterion-bioscoop boven op het rijksmonument weer geopend voor het publiek. In de jaren zestig was deze cinema op dertig meter hoogte zeer populair.

## Tegenwoordig
Het Groot Handelsgebouw huisvest anno 2019 meer dan 400 bedrijven en 2 innovatieve kantoorconcepten (Kleinhandel en Cambridge Innovation Center). Het grootste deel van het gebouw wordt als kantoorruimte gebruikt. Wat er nog meer te vinden is: fietsverhuur, pinautomaten, praktijk voor fysiotherapie, kinderdagopvang, fitness en verschillende horecazaken. Het grootste groene dak van de stad ligt bovenop het Groothandelsgebouw.
In 2023 werd op de verhoogde rijbaan door Blooming Buildings een park gecreëerd om het pand toekomstbestendig te maken nu de verhoogde rijbaan niet meer als expeditiestraat wordt gebruikt. Dit park biedt de huurders ook buitenwerkplekken en zorgt voor koelte en (bio)diversiteit: zo blijft het pand meebewegen met de veranderende tijds- en klimaateisen. 